# 皮革

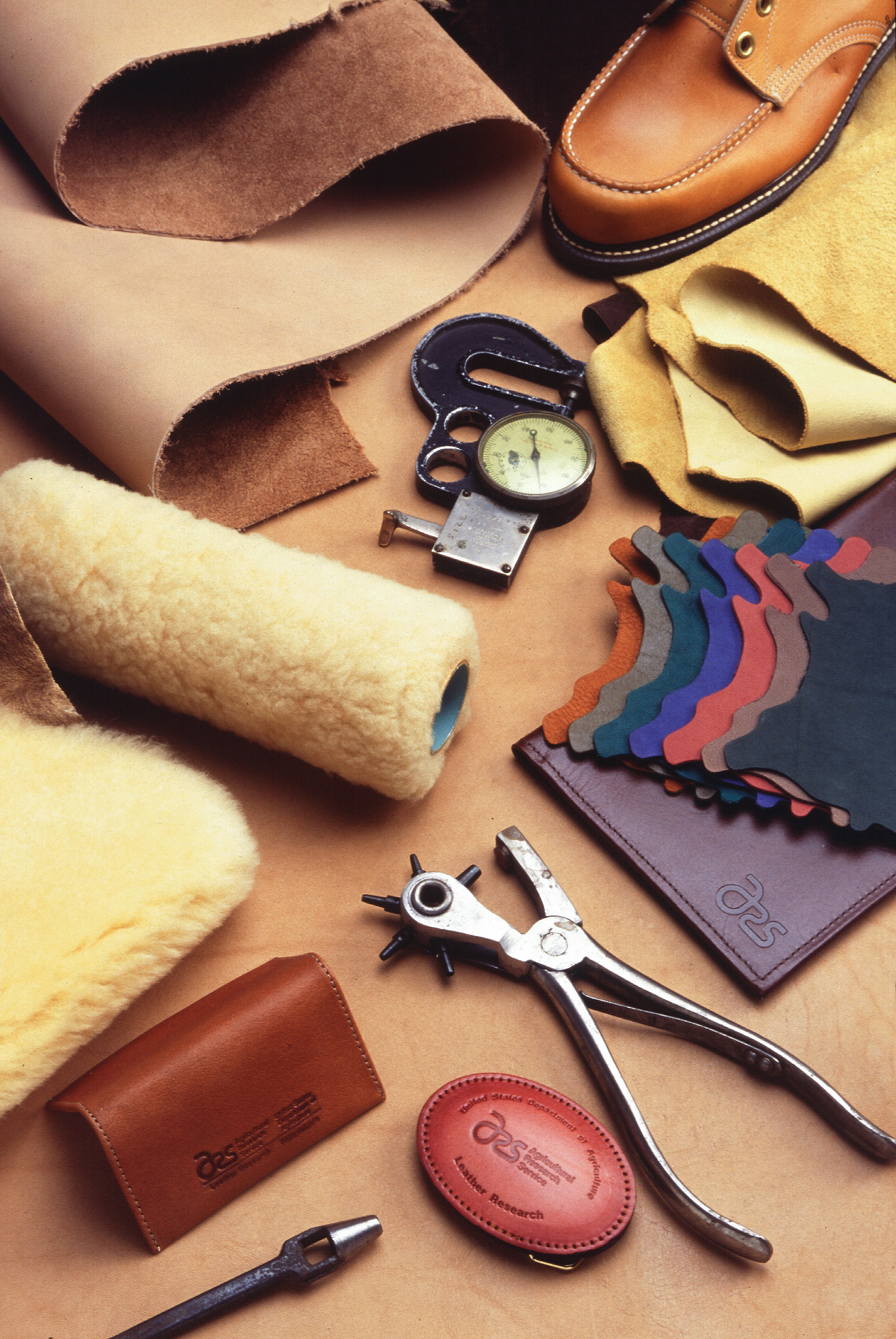
现代用于皮革的工具

皮革或稱革，是指經鞣制等製革過程处理的动物皮肤，是一种服装和工艺材料。
皮革可以用于制作各种物品，包括服装、鞋靴、手提包、家具、工具和体育器材，并且可以持续数十年。制革已有7000多年的历史，如今全球主要的皮革生产国是中国和印度。
二十世纪以来还用聚氨酯、聚氯乙烯等合成高分子制造外观模仿皮革的材料，称为“人造革”。因此来自动物的皮革也被称为“真皮”，与人造革相对。

## 分类

### 皮革種類
牛皮、猪皮、羊皮、鹿皮、袋鼠皮、蜥蜴皮、蛇皮、鸵鸟皮、鳄鱼皮、鱼皮、熊皮、虎皮、豹皮、大象皮、犀牛皮、海豹皮、蛙皮等等。

### 按用途
服装用革、鞋用革、皮包用革、鼓用革、沙发革、工业用革等。

### 按鞣制方法
- 生革：剔除残存的软组织，浸于石灰水中，然后撑开晾干而成。比进一步鞣制的皮革硬且脆，主要用于不需弯曲的部件，例如鼓皮。
- 植物鞣革：使用含鞣酸的植物材料鞣制。质地柔软，呈棕色。但随时间会褪色；而且不耐水，水浸干后会缩水而且变得坚硬，又稱丹寧酸鞣或胚皮，面皮。
- 矾鞣革：使用明矾等铝盐，加以胶合剂和麵粉、蛋黄等蛋白质成分鞣制。质地不如植物鞣革柔软，而且在水中会烂掉。
- 熟革是在热水或热蜡等液体中处理使之坚硬的植物鞣革产品。传统上用来做盔甲和书籍装订。
- 铬鞣革：1858年发明，使用硫酸铬等铬盐鞣制。比植物鞣革柔软，褪色和缩水程度都小，并且便于染色。
- 脑鞣革：用乳化的脂肪（例如动物的脑组织）鞣制。非常柔软，而且耐水。

鞣制之后的皮革可以通过上油来增加柔软和耐水性。使用过程中定期上油（例如貂油）通过补充不断损失的油性来达到保养皮革的目的。

### 品质等级
表层牛皮（Top-grain leather）： 包括皮革外层，即颗粒层，它具有更细、更密集的纤维，使其具有更强的强度和耐久性。根据厚度，它可能还包含一些更纤维状的底层，称为真皮。表层牛皮的类型包括：
全粒面-{}-皮革（Full-grain leather）： 包含整个颗粒层，没有去除表面的任何部分。它在使用寿命内不会磨损，而是会发展出一种天然的光泽。通常被认为是最高质量的皮革，家具和鞋类制品通常采用全粒面皮革。通常使用可溶性的苯胺染料对全粒面皮革进行处理，俄罗斯皮革是全粒面皮革的一种形式。
校正颗粒皮革（Corrected grain leather）： 对表面进行整理处理，以创造出更均匀的外观。通常包括抛光或砂光以去掉颗粒中的瑕疵，然后对表面进行染色和压花。
磨砂皮革（Nubuck）： 是经过砂光或抛光处理颗粒面的表层牛皮，产生短蛋白纤维的细微毛绒，形成天鹅绒般的表面。
分层皮革（Split leather）： 是在从兽皮分离出表层牛皮后，使用剩下的真皮（称为下层真皮）制成的。在较厚的兽皮中，下层真皮可以进一步分成中层和底层。
双层皮革（Bicast leather）： 是将分层皮革压制到一层湿润的聚氨酯或乙烯基上，然后进行固化的过程。这赋予了它类似颗粒的外观。它比表层牛皮稍硬，但质地更一致。
真皮（Genuine leather）： 是一个定义模糊的术语。在一些国家，当它出现在产品标签上时，这个术语实际上仅表示“包含皮革”。通常指的是经过广泛加工的分层皮革，不被认为是高质量产品。有些来源将其描述为与双层皮革同义，或者由多个分层黏合在一起并上漆，甚至是粘合皮革。
合成皮革（Bonded leather）： 也称为重组皮革，是一种使用皮革碎片与聚氨酯或乳胶粘合在一起，然后固化的材料。混合中的皮革纤维的比例从10%到90%不等，影响产品的性能。

### 製革工藝技術介紹-皮革飾面工藝
全粒面皮革是指未經人工磨去暇疵的皮革。這類皮革的素質最高，透氣性最好。需要嚴選未經損傷的天然皮革。
修粒面皮革是表面的皮紋被修正磨過的皮革，質量略次於全粒面皮革。一般表面以噴漆、壓花燙花來掩飾修正磨過的紋路缺陷。
反絨皮革（粵語：麠皮）又稱反毛皮革，是將皮革從中間剖開而造成毛絨表面，皮革表面帶絨毛。
瑪瑙石拋光工藝：在染色後，利用瑪瑙石和拋光劑使皮革表面光滑如瑪瑙般寶石般的光澤。
啞光工藝：透過毛氈拋光，使皮革表面具有柔和的光澤，廣泛應用於裝扮風格到休閒風格。
打蠟皮工藝：在染色後將蠟打入皮革表面以增加油蠟的光澤和質感。
納帕工藝：添加柔軟劑使皮革具有輕盈柔滑的觸感，適用於服裝和手套。
藍染工藝：使用天然靛藍染色手工完成，顏色隨著反複染色而加深。
無鉻鞣製工藝：生產高質量的皮革，無鉻鞣製使皮革呈現半透明白色。
磨砂工藝：以砂布磨除皮革表面，使皮革呈現略微粗獷表面。
貼膜工藝：將薄膜加熱並貼在皮革表面，通常使用於二層牛皮。
多重染色工藝：使用不同的染色技術使皮革表面呈現多重顏色。

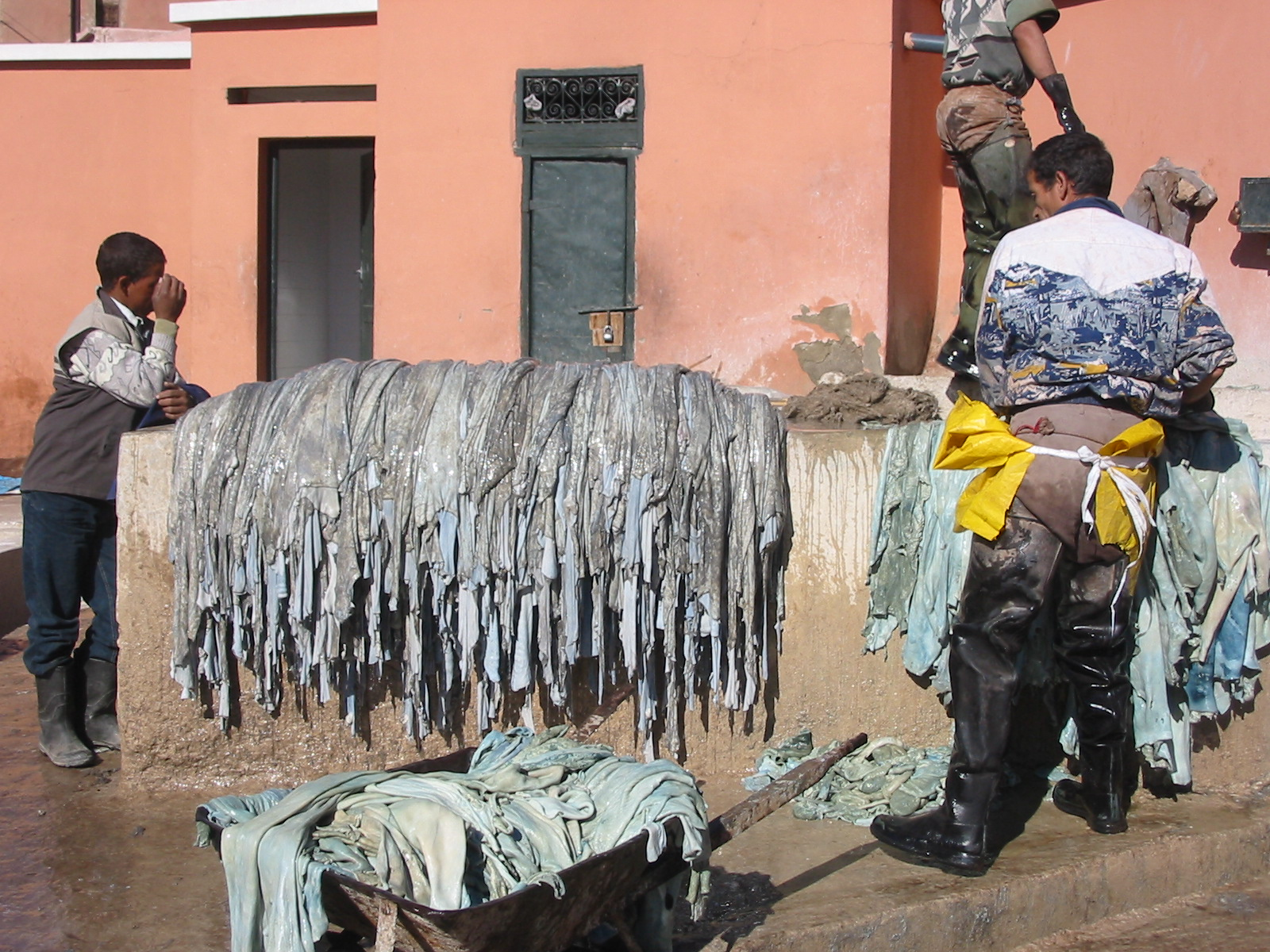
马拉喀什的鞣制皮革

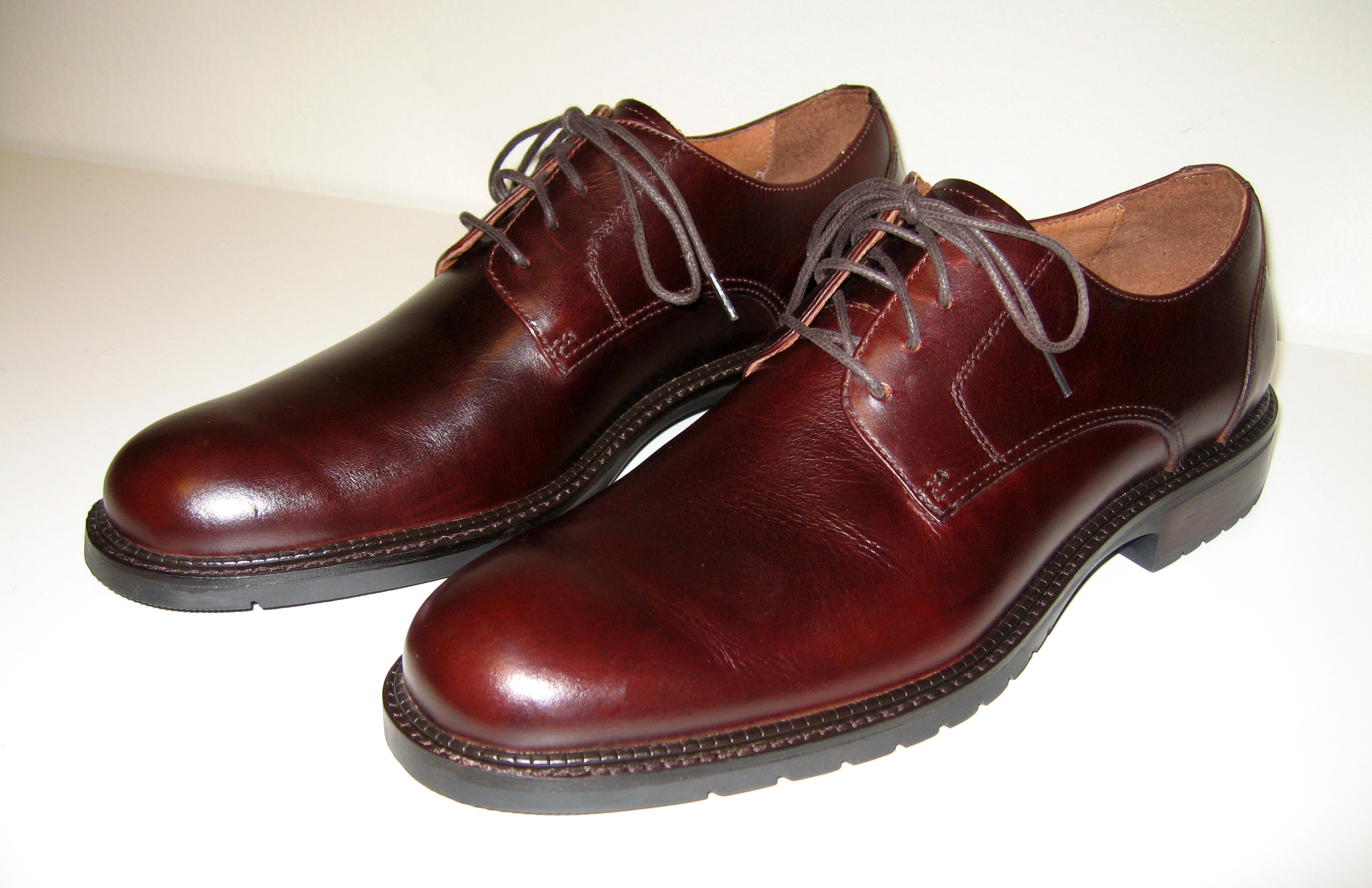
皮鞋

你想了解鱷魚皮革有哪些工藝嗎？HERMES 的鱷魚皮為什麼那麼讓人著迷？帶您進入鱷魚皮革的世界 （页面存档备份，存于），取自Crocodile.com.co的原文 （页面存档备份，存于）。

## 现代文化中的皮革
有些恋物癖者对皮革本身或者穿戴皮革者发生性迷恋。
一些摇滚乐队，尤其是重金属音乐乐手以穿戴皮革服装而著名。
当代很多车辆座椅使用皮革或可搭配皮革表面。
很多纯素食主义者和动物权利活动者认为现代社会中穿戴其他动物的皮肤是无必要而且野蛮的行为，因而抵制皮革制品，而當今已有人工合成皮革取代取自動物皮膚的真皮。
來自歐洲著名皮革王朝的代表卡納創立了皮革香水品牌。

## 延伸阅读
[在维基数据编辑]
 《欽定古今圖書集成·經濟彙編·食貨典·皮革部》，出自陈梦雷《古今圖書集成》